# Spanwijdte (vlucht)

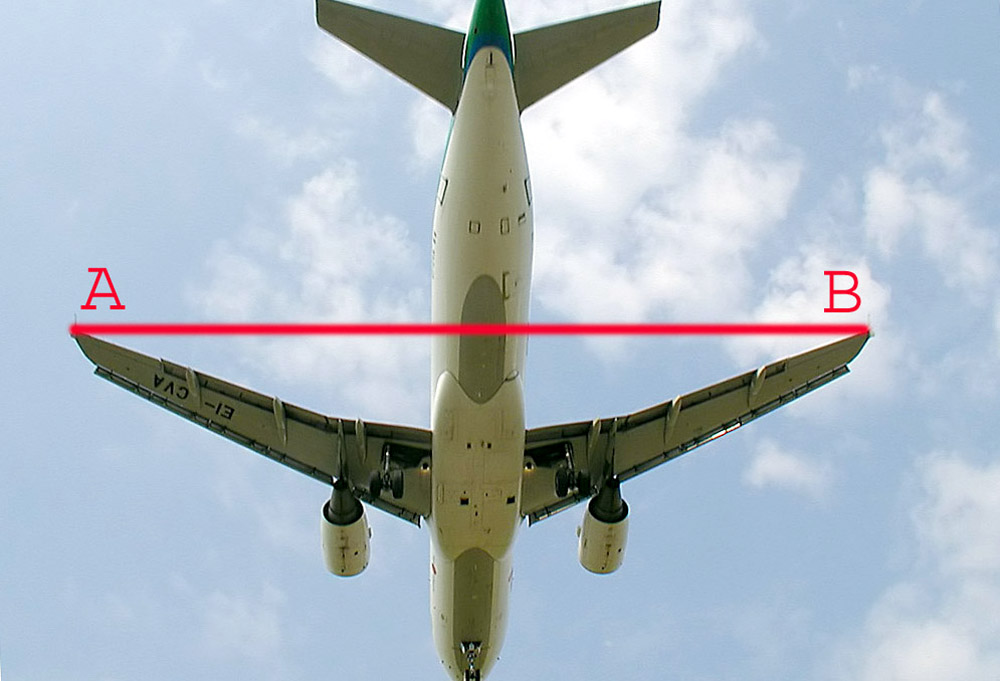
Spanwijdte tussen de twee vleugeltippen (A en B) van een vliegtuig

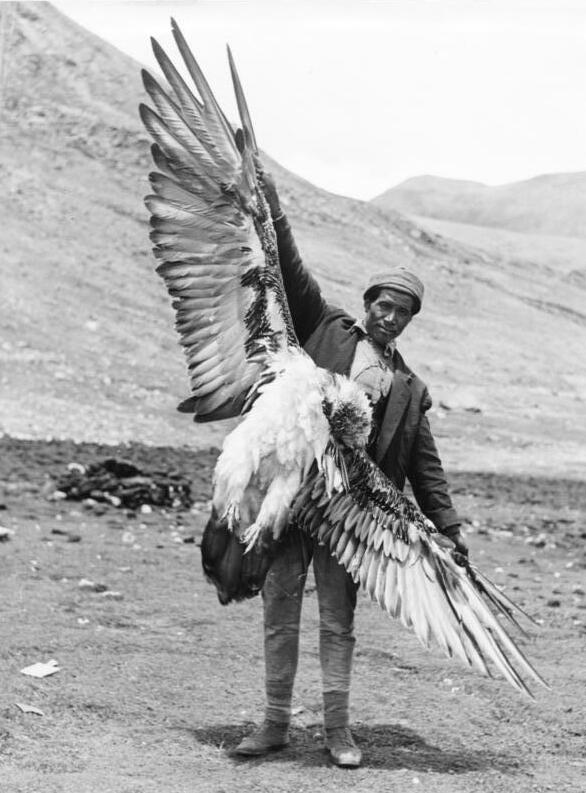
Foto van een sneeuwgier, genomen tijdens Tibetexpeditie in 1938

Met spanwijdte (soms: vlucht) wordt de afstand in vliegende toestand tussen de twee vleugeluiteinden van vogels, vleermuizen, vlinders en andere insecten, vliegtuigen en molens aangeduid. Bij molens is de spanwijdte de lengte van de roede.

## Voorbeelden van spanwijdte
- Heideblauwtje (vlinder): maximaal 3 centimeter
- Grutto: 62 tot 70 centimeter
- Libellen in het Carboon: tot 70 centimeter
- Wilde eend: 91 tot 98 centimeter
- Grote zilverreiger: 1,45 tot 1,70 meter
- Andescondor: 3 meter
- Grote albatros: ruim 3 meter
- B-hunter telegeleid vliegtuig: 8,9 meter
- F-16 (straaljager): 10 meter
- Wright Flyer (het eerste gemotoriseerde vliegtuig): 12,3 meter
- Fokker 50 (passagiersvliegtuig): 29 meter
- U-2 (spionagevliegtuig): 30,9 meter
- Rutan Voyager: 33,8 meter
- Airbus A380: 79,8 meter
- Boeing 747-400: 64,4 meter
- Spruce Goose: 97,51 meter
- Laaglandse Molen: 27,30 meter